# Potworks Dam
Der Potworks Dam ist ein Speichersee bei All Saints im Südosten der Karibikinsel Antigua. Am Südufer liegt die Delapps Water Treatment Plant, eine der wichtigsten Wasseraufbereitungsanlagen der Insel.

## Lage und Landschaft
Der See liegt einige Kilometer im Osten von All Saints, am Rand der Central Plain der Insel. Er staut den am Oberlauf meist trockenfallenden Ayers Creek, der einige weitere Kilometer östlich in die Nonsuch Bay der Atlantikküste Antiguas mündet.

## Funktion

### Potworks Reservoir
Der See hat eine Länge von etwa 2½ Kilometern, eine Fläche von etwa 130 Hektar und fasst gut 4 Mio. m³ Wasser. Damit ist er der größte Stausee der Karibik. Er dient der Trinkwasserversorgung der Insel, die – im Unterschied zu den anderen Karibikinseln – unter Trockenheit leidet. Das Potworks-Reservoir enthält 2⁄3 der gesamten Wasserspeicherkapazität der Insel (etwa 7 Mio. m³). Das Einzugsgebiet umfasst 2430 ha (24 km²).
Sonst versorgt sich die Insel mit Meerwasserentsalzungsanlagen (Sembcorp Antigua, Camp Blizzard, Ffryes Beach) und aus vielen Kleinzisternen und Hausbrunnen.
Insgesamt fasst der See etwa einen Halbjahresbedarf der Insel.

### Delapps Water Treatment Plant
Das Wasser wird der Delapps Water Treatment Plant, südlich des Sees gegen Bethesda, zugeführt. Dort wird es reversosmotisch aufbereitet und dann in das Wassernetz der Insel eingespeist. Die Anlage leistet 7000 m³ am Tag, das sind um die 20 % des Gesamt-Tagesbedarfs der Insel – zusammen mit der halb so leistungsfähigen Bendals Water Treatment Plant (Dunnings Dam) und einigen Kleinanlagen stellen die Oberflächenwasser-Aufbereitungsanlagen 1⁄3 des laufenden Tagesbedarfs.
Nach Delapps gelangt bei Bedarf auch Wasser aus dem unterhalb am Ayers Creek liegenden kleineren Collins Reservoir wie auch dem sonst der Landwirtschaft dienenden Bethesda Dam im Süden an der Willoughby Bay.

### Geschichte
Benannt ist der Damm nach einer Töpferei (englisch Pottery works). Hier befand sich eine Farm der Familie Codrington, einer der bedeutenden Pflanzerfamilien, die vom 18. bis 20. Jahrhundert Zuckerrohr anbauten. Die Töpferei stellte tönerne Töpfe für den Export der Melasse her – der Landstrich gehört zur schweren Lehmbodenzone der Insel, die südöstlich von St. John’s Harbour die Willoughby Bay streift.
Erbaut wurde das Speicherwerk in den späteren 1960ern, um den wiederholten Wassernotständen vorzubeugen. Der Damm wurde über Teilen der Fabrikationsanlagen und einer Brücke aus dem 19. Jahrhundert über den Ayers Creek errichtet. Kurz vor der Fertigstellung des Sperrwerks 1968 flutete ein überraschender Ausnahmestarkregen das Staubecken, sodass das Seebett nicht fertigpräpariert werden konnte. 28. Mai 1970 konnte das Bauwerk eröffnet werden, eine Gedenktafel erinnert daran.
Schon 1974, bei der schweren Dürre Januar bis Mitte August, bewährte sich der Damm; bei der 21-monatigen Dürrekatastrophe 1983–85 fiel der See im späteren 1984 aber vollständig trocken, worauf die Wasserversorgung gänzlich zusammenbrach und Trinkwasser von den Nachbarinseln herangeschafft werden musste. Durch die Meerwasserentsalzung soll das nicht mehr vorkommen.

## Naturschutz
Durch den stark schwankenden Wasserstand kann sich zwar kein stabiles Wasserleben ausbilden, der See ist aber zu einem wichtigen Habitat für Vögel geworden. Besonders das Westende des Sees gilt als guter Platz für Vogelbeobachtungen. Gesichtet werden hier Schmuckreiher (Egretta thula), Kuhreiher (Bubulcus ibis) und Fischadler (Pandion haliaetus), ansässig sind auch ein großer Bestand der Aztekenmöwe (Larus atricilla), der Braunpelikan (Pelecanus occidentalis), besonders aber eine kleine Population der Kubapfeifgans (Dendrocygna arborea), einer bedrohten Vogelart. Zu finden sind auch Purpurkehl-Antillenkolibri (Eulampis jugularis), Blaustern-Antillenkolibri (Eulampis holosericeus), Antillenhaubenkolibri (Orthorhyncus cristatus) oder Weißkinn-Olivtyrann (Elaenia martinica), weitere endemische und seltene Vögel.
Der See rückte daher schon bald nach Aufstau in den Fokus des Naturschutzes, bereits in den 1970ern wurde ein Potworks Reservoir Wildlife Reserve (Nicholson 1977) vorgeschlagen.
2007 wurde von BirdLife International am See ein Important Bird Area (AG010 Potworks Dam) mit 117 ha beschrieben, nach den Kriterien A1 (bedrohte Tierart), A2 (lokale/endemische Tierart), A4i/B4i (mindestens 1 % der Population). Eine rechtlich verbindliche Unterschutzstellung steht noch aus.